# Influence (intelligence économique)
 (mai 2023).
La mise en forme du texte ne suit pas les recommandations de Wikipédia : il faut le « wikifier ».
Les points d'amélioration suivants sont les cas les plus fréquents :
- Les titres sont pré-formatés par le logiciel. Ils ne sont ni en capitales, ni en gras.
- Le texte ne doit pas être écrit en capitales (les noms de famille non plus), ni en gras, ni en italique, ni en « petit »…
- Le gras n'est utilisé que pour surligner le titre de l'article dans l'introduction, une seule fois.
- L'italique est rarement utilisé : mots en langue étrangère, titres d'œuvres, noms de bateaux, etc.
- Les citations ne sont pas en italique mais en corps de texte normal. Elles sont entourées par des guillemets français : « et ».
- Les listes à puces sont à éviter, des paragraphes rédigés étant largement préférés. Les tableaux sont à réserver à la présentation de données structurées (résultats, etc.).
- Les appels de note de bas de page (petits chiffres en exposant, introduits par l'outil «  Source ») sont à placer entre la fin de phrase et le point final[comme ça].
- Les liens internes (vers d'autres articles de Wikipédia) sont à choisir avec parcimonie. Créez des liens vers des articles approfondissant le sujet. Les termes génériques sans rapport avec le sujet sont à éviter, ainsi que les répétitions de liens vers un même terme.
- Les liens externes sont à placer uniquement dans une section « Liens externes », à la fin de l'article. Ces liens sont à choisir avec parcimonie suivant les règles définies. Si un lien sert de source à l'article, son insertion dans le texte est à faire par les notes de bas de page.
- La présentation des références doit suivre les conventions bibliographiques. Il est recommandé d'utiliser les modèles {{Ouvrage}}, {{Chapitre}}, {{Article}}, {{Lien web}} et/ou {{Bibliographie}}. Le mode d'édition visuel peut mettre en forme automatiquement les références.
- Insérer une infobox (cadre d'informations à droite) n'est pas obligatoire pour parachever la mise en page.

Pour une aide détaillée, merci de consulter Aide:Wikification.
Si vous pensez que ces points ont été résolus, vous pouvez retirer ce bandeau et améliorer la mise en forme d'un autre article.
 (mai 2023).
Pour les articles homonymes, voir Influence.
L'influence est une des modalités d'exercice de l'intelligence économique. Elle se distingue de l'influence au sens politique du terme.

## Définition
Plusieurs définitions de l'intelligence économique considèrent que l'influence - en tant qu'action indirecte sur l'environnement à travers les perceptions des autres acteurs - en constitue le troisième volet avec l'acquisition de l'information par la veille et la protection de son propre patrimoine informationnel.
Le modèle de l'AFDIE définit l'influence comme « le processus qui, à l'initiative d'un organisme, vise à modifier favorablement les interactions de celui-ci avec son environnement ».
Le modèle de l'AFDIE identifie quatre critères :
1. Connaître l'environnement global ;
2. Définir et conduire la stratégie d'influence ;
3. Maîtriser les moyens de protection et de riposte ;
4. Avoir une communication de crise et préserver la cohésion de l'entreprise.

L'exemple du protocole de Londres sur la non-traduction des brevets européens montre que l'influence s'exerce dans plusieurs domaines à la fois :
- la langue ;
- le droit ;
- l'ingénierie ;
- les techniques de l'information (il existe des systèmes informatiques très sophistiqués pour gérer les brevets).

L'influence s'exerce notamment à travers la normalisation, comme le montre l'exemple des États-Unis. C'est pourquoi la France a décidé en 2013 de développer une influence normative internationale stratégique, appuyée sur trois principes structurants, la responsabilité sociale et environnementale, la réciprocité, et la propriété intellectuelle.